# Форт № 4 — Гнейзенау
Форт № 4 Гнейзенау — форт в Кёнигсберге, построенный в 1872 году и названный в честь Августа фон Гнейзенау, прусского генерал-фельдмаршала, участника битвы при Ватерлоо, особенно сильно поврежден в ходе войны, так как находился на пути основного наступления Красной армии. 
В послевоенные годы центральная горжевая часть форта была полностью разрушена, справа и слева от нее проложены дороги.
Представляет собой вытянутый по фронту шестиугольник, окруженный водным рвом. Двухэтажное центральное сооружение с внутренними помещениями, два внутренних дворика с боевыми позициями симметрично расположены по обе стороны от центральной потерны, укрыты земляной насыпью.
В настоящий момент заброшен. Доступ свободный.